# Станьовці
Станьо́вці (болг. Станьовци) — село в Перницькій області Болгарії. Входить до складу общини Брезник.

## Населення
За даними перепису населення 2011 року у селі проживали 69 осіб, усі — болгари.
Розподіл населення за віком у 2011 році:
Динаміка населення: